# Grevillea secunda
Grevillea secunda är en tvåhjärtbladig växtart som beskrevs av Mcgill.. Grevillea secunda ingår i släktet Grevillea och familjen Proteaceae. Inga underarter finns listade i Catalogue of Life.